# Andre Hutson
Andre Davon Hutson (Trotwood, 12 gennaio 1979) è un ex cestista statunitense, professionista in Europa.

## Carriera
Dopo aver giocato al liceo alla Trotwood-Madison High School ed al college per la Michigan State University (1997-2001), nella stagione 2001-02 si trasferisce in Italia firmando un contratto con il Basket Napoli.
Nella stagione seguente, 2002-03, si sposta in Grecia, al Peristeri Atene, e nel 2003-04 al Maroussi Atene. Nella stagione 2004-05 cambia ancora maglia restando in Grecia e passa al Makedonikos BC.
La stagione seguente, 2005-06, si trasferisce in Russia all'Ural Great Perm, per tornare in Grecia nel 2006-07 nelle file del Paniōnios Gymnastikos Syllogos Smyrnīs (pallacanestro maschile), per poi spostarsi in Turchia per la stagione 2007-08 nelle file dell'Efes Pilsen.
Nell'estate 2008 ha firmato un contratto annuale per tornare in Italia con la maglia della Lottomatica Roma, rinnovando il 3 luglio 2009 per altre due stagioni.

## Palmarès
- Campione NCAA (2000)
- FIBA EuroCup Challenge: 1

Ural Great Perm': 2005-2006